# Antonio Bajamonti
Antonio Bajamonti (Spalato, 18 settembre 1822 – Spalato, 13 gennaio 1891) è stato un politico italiano, per vent'anni podestà (sindaco) di Spalato per il Partito Autonomista durante il periodo dell'Impero austriaco, dal 1860 al 1880.

## Biografia

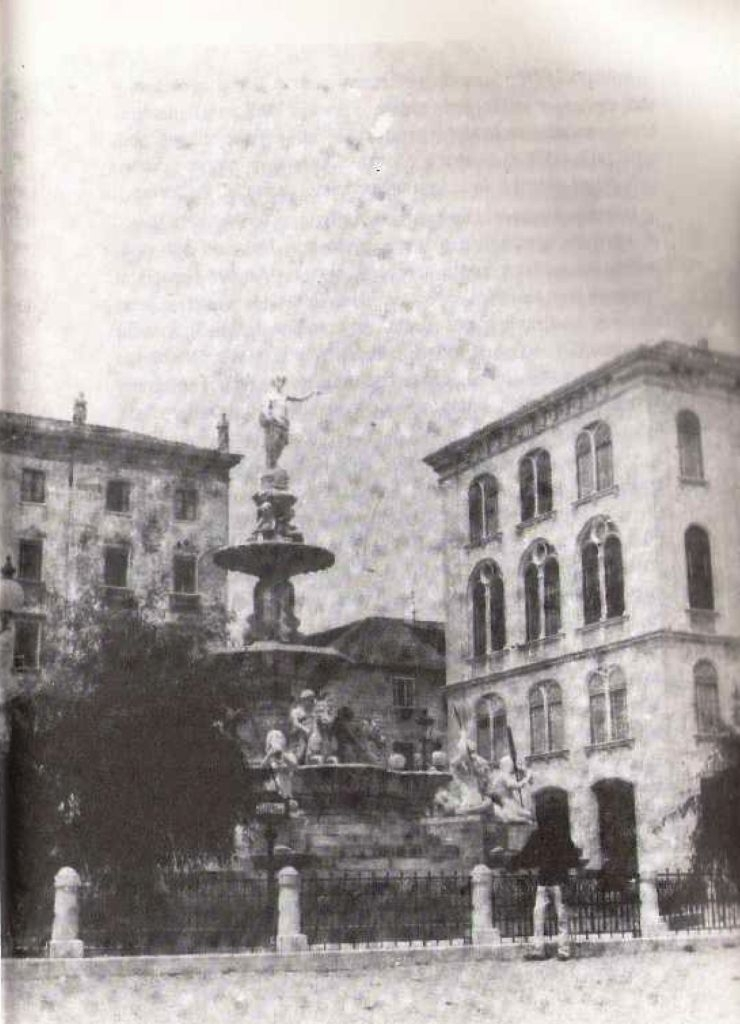
La fontana di Bajamonti a Spalato (Bajamontuša) circa nel 1910

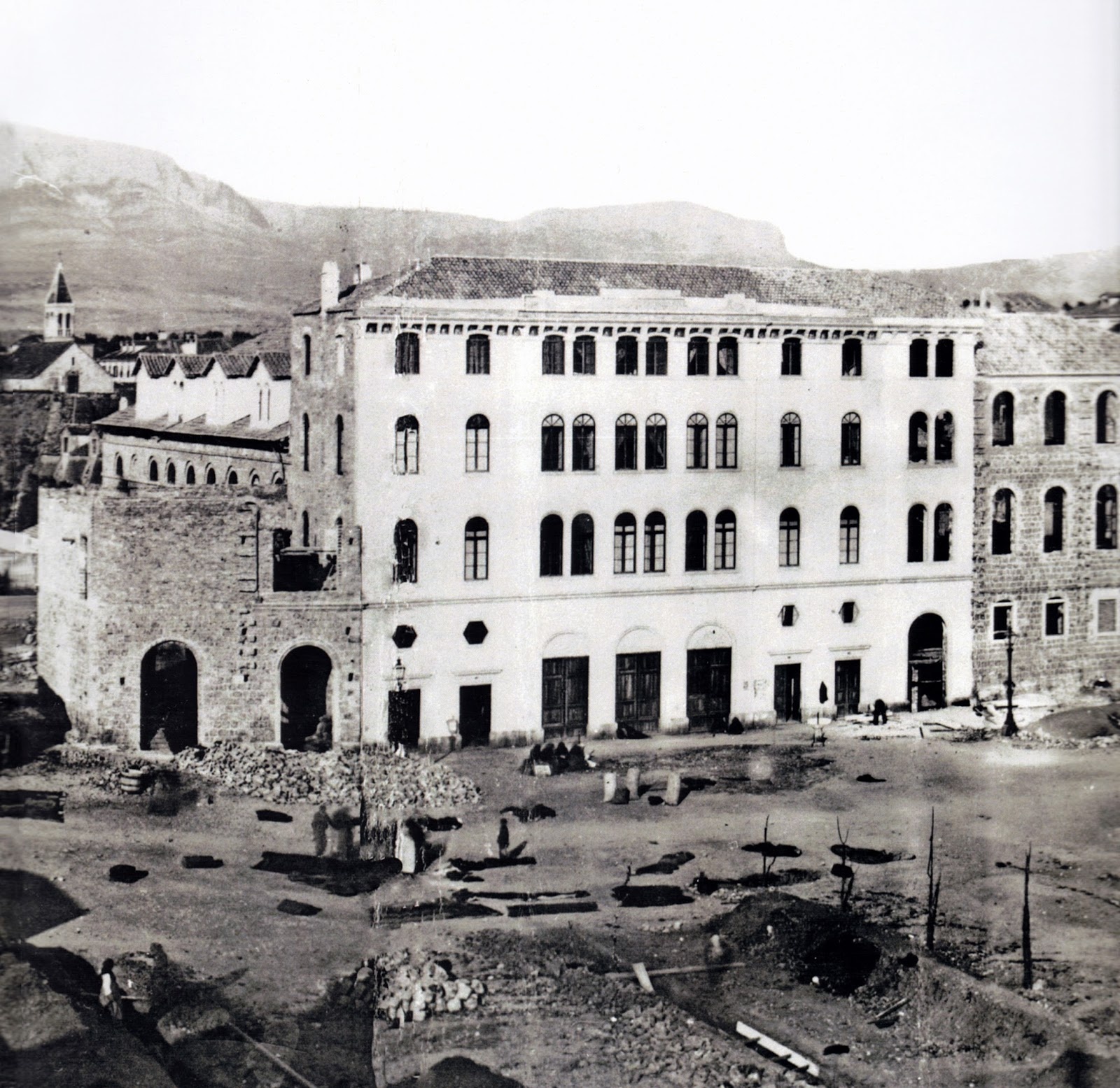
Il Teatro Bajamonti. Aperto il 27 dicembre 1859, con una capacità di 1500 posti, era stato largamento finanziato da Bajamonti. Operò fino al 1881.

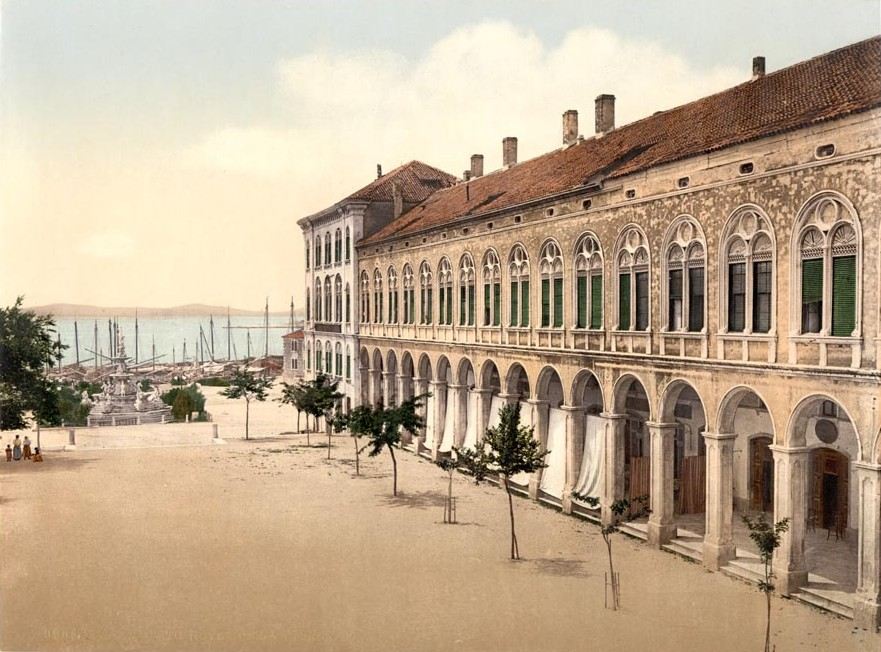
La piazza delle Procurative (Prokurative, oggi Trg Republike), costruita in stile neo-rinascimentale nell'area aperta che separava l'abitato medievale del Varoš dal centro storico.

Antonio Bajamonti viene considerato uno dei massimi rappresentanti dei Dalmati Italiani nell'Ottocento.
Nato da un nobile magistrato spalatino e da madre sebenzana, Bajamonti frequentò il liceo nella propria città natale e si trasferì in seguito a Padova, dove si laureò in medicina nel 1849. Nello stesso anno sposò la concittadina Luigia Crussevich, il cui fratello - Andrea - divenne suo stretto collaboratore.
Dopo aver prestato servizio per due anni come medico condotto a Signo, Bajamonti decise di abbracciare la carriera politica.
Tornato a Spalato, nel 1860 venne eletto podestà (sindaco) cittadino per il Partito Autonomista filoitaliano e - salvo una breve interruzione nel periodo 1864-65 - mantenne la carica per oltre due decenni fino al 1880. Fu anche membro della Dieta provinciale dalmata (1861-91) e della Camera dei deputati d'Austria (1867-70 e 1873-79).
Bajamonti fu inizialmente criticato dagli irredentisti italiani del Risorgimento per la sua politica di "apertura" agli insediamenti slavi nella Spalato del 1860, che avrebbero alla lunga cambiato l'assetto etnico della città ancora a maggioranza di lingua italiana nella prima metà dell'Ottocento. Comunque, dopo il 1866, con l'Austria che favoriva la crescita di una Spalato dove l'etnia italiana diventava sempre più ridotta in percentuale, il Bajamonti fu lodato dagli stessi irredentisti come il difensore dell'italianità a Spalato.
Per lunghi anni Bajamonti godette dell'appoggio di italiani e croati ed in questo periodo di relativa pace sociale fu il propulsore di importanti opere pubbliche, tra cui l'introduzione dell'illuminazione a gas, la costruzione dell'acquedotto e dell'ospedale, la creazione di scuole tecniche, la fondazione della Banca Dalmata e della società operaia. Per sua iniziativa Spalato fu anche dotata di una piazza circondata da gallerie ispirate alle Procuratie di San Marco di Venezia, di una fontana monumentale (considerata, erroneamente, simbolo fascista, venne rasa al suolo dai nuovi poteri popolari jugoslavi nel 1947) e della diga foranea del porto. Iniziò anche la creazione della "Riva" (o lungomare) davanti al Palazzo di Diocleziano, divenuta negli anni la passeggiata principale della città.
Col crescere dell'atteggiamento filocroato di Vienna, Bajamonti reagì con memorabili discorsi al Parlamento di Vienna. Il governo austriaco tentò allora di allontanare Bajamonti mediante l'offerta di una prestigiosa carriera consolare, ma ottenne un rifiuto. Fu così che, approfittando di un tumulto, nel 1880 fu sciolto il consiglio comunale e nominato un commissario al posto di Bajamonti.
Nel biennio seguente lo scontro politico tra i partiti filocroati e filoitaliani giunse alla sua acme, e fu in un clima di aperta tensione che nel 1882 il Partito Autonomista di Bajamonti perse le elezioni, venendo eletto al suo posto per la prima volta nella storia della città un sindaco croato, l'avvocato Dujam Rendić-Miočević. Da quel momento i partiti filocroati seppero mantenere il potere politico in città: Bajamonti fu difatti l'ultimo sindaco italiano di Spalato.
Bajamonti non si diede tuttavia per vinto e con grande impegno personale istituì la Società Politica Dalmata (1886), collegata al movimento dell'Italia irredenta, e la Società Economica Spalato (1888), finché, gravemente indebitato, morì nella sua città natale il 13 gennaio 1891.
Rimane famosa la sua frase A noi Italiani di Dalmazia non resta che soffrire.

## La memoria
Nella Giornata del Ricordo del 10 febbraio, lo storico Valentino Quintana fece a Padova nel 2008 il seguente Atto di Celebrazione del Podestà italiano di Spalato, Antonio Bajamonti:
Tale fu ed è, per la storia e per la memoria delle genti dalmate, Antonio Bajamonti, nato a Spalato il 18 settembre 1822, e ivi morto nel 1891. La vita di questo mirabile uomo e cittadino vale un poema di ardimenti e di eroici sacrifici. Rimasto orfano da bambino, venne curato da sua madre, genitrice superstite, con tenero amore, e, frequentate le scuole elementari e liceali di Spalato, passò all’università di Padova, ove nell’anno 1849 si laureò in medicina e chirurgia. Ritornato a Spalato nel 1850, fece parte, assieme al fratello Girolamo, al corpo della guardia nazionale costituita in seguito alla restaurazione della Repubblica di Venezia. Già tempo addietro, egli provò ad accertare un posto di medico condotto in una piccola borgata di Spalato, ma tale occupazione non gli era congeniale; il suo carattere era insofferente ad ogni sottomissione, per cui, presentate le dimissioni, entrò senz’altro dubbio nella lotta politica distinguendosi subito per la vivezza dell’ingegno e per la tenacia e l’irruenza dello spirito.
Dal 1852 al 1856, si prodigò in ogni maniera nella lotta di partito, sostenendo violente contraddizioni e zuffe memorabili e sanguinose che gli costarono rappresaglie dei croati, persecuzioni dall’Austria e anche prigionia. Tuttavia, non si diede per vinto: perseverò coraggiosamente nel fine propostosi fin tanto che, eletto podestà di Spalato per unanime volere di popolo, si dedicò a ideare e concretare una tale somma di opere che gli valsero la perenne riconoscenza della popolazione. Difatti, dagli anni 1860 al 1880, Antonio Bajamonti, quale podestà e deputato alla camera di Vienna, si prodigò con tutte le energie per il bene della sua Spalato e dell’intera Dalmazia, coadiuvato validamente da altri buoni patrioti fra cui il benemerito filantropo Giacomo Granich e il dott. Antonio Radman, l’uomo ritenuto dagli spalatini il più autorevole dopo il Bajamonti. Se nel 1859–1860 la città di Spalato ebbe un suo ospedale e un suo teatro capace di contenere circa 2000 persone, il merito è dovuto unicamente alla tenace e operosa volontà del grande statista, il quale, con i propri mezzi finanziari sorresse l’ardita iniziativa. Il teatro, denominato «Bajamonti», splendida opera d’arte in stile rinascimentale, ornato di artistiche decorazioni e dipinti allegorici con scene guerresche, mitologiche, raffiguranti un’apoteosi storica, fu distrutto da un incendio doloso la notte del 14 maggio 1887. Costituì pure una Banca di Spalato, ed altre istituzioni come: gabinetti di lettura, biblioteche, associazioni patriottiche, promuovendo in tal modo la cultura fra il popolo, suscitando fresche energie e risvegli entusiastici ovunque. Fu giornalista polemico e oratore di un’eloquenza concisa ma scottante e vulcanica. Dal 1860 al 1866 il Bajamonti si affaccendò non poco contro il precipitare degli avvenimenti politici che maturavano all’ombra della cosiddetta costituente austro–ungarica.
La Dalmazia, per la sua posizione geografica, piano di flusso e riflusso, nonché porta di sbocco e di accesso tra la civiltà orientale e occidentale, per oltre dieci secoli è stata un paese binazionale, cioè italiano nelle città costiere e slavo nelle campagne interne; eppure queste due razze vissero sempre tra loro almeno in apparente calma fino all’instaurazione della costituzione democratica del governo d’Austria. Proclamata la costituzione, l’Austria gettò tra queste il «pomo della discordia», precisamente con l’invertire la situazione politica dell’una di fronte all’altra, e vi riuscì suscitando quelle tremende lotte politiche create e sostenute dal balcanismo croato protetto con sfacciata diplomazia dal governo viennese. Antonio Bajamonti compresa la manovra, intuendo anche la nuova epoca che si stava lentamente profilando, si fece banditore del verbo democratico – liberale in opposizione alle idee conservatrici degli italiani vecchi della Dalmazia, costituì l’Unione Liberale, chiamandone a far parte quegli slavi che guardavano con troppa fiducia e simpatia al paradiso croato di Zagabria. E nel 1860, egli, scardinando un ormai vecchio e decrepito sistema, entrava come bolide incendiario nella municipalità spalatina dove veniva eletto primo cittadino acclamato dalla volontà della popolazione italiana e slava assieme. Questa fu la sua prima affermazione nel campo politico – amministrava del Paese. Nell’anno 1864, il 6 giugno, per l’ostilità del prefetto Buratti e degli italiani conservatori, fu sollevato dal posto, ma rieletto un anno dopo. Lo sostituì nel periodo di sospensione dalle funzioni podestarili il Dott. Francesco Lanza. Con la battaglia di Lissa nel 1866, Antonio Bajamonti si trovò in un’intricatissima situazione: visse con il suo popolo delle ore di angoscia e sconforto, e se non fosse stato sorretto da quella fede incrollabile che ardeva nel suo grande cuore, egli sicuramente si sarebbe lasciato piegare in quell’ora funesta per la storia della Nazione. Ma la sua anima non poteva spegnersi, in quanto animata da sublimi ideali. Il sole della sua vita era per lui la fede nell’idea italiana sorta in lui con la sua natività. Antonio Bajamonti, il «mirabile cittadino e podestà di Spalato italiana» è la più significativa, la più chiara figura del patriottismo dalmata del diciannovesimo secolo.
Intorno a lui, perno di quella gagliarda falange di patrioti che mantennero viva e accesa la fiaccola dell’amor patrio, fiaccola che per mezzo secolo fu alimentata e agitata dal suo potente spirito di convinto idealista. Con la costituente della duplice monarchia austro–ungarica, Antonio Bajamonti venne eletto nel 1867 deputato tanto alla Dieta Provinciale a Zara, quanto alla Camera di Vienna; lui che, in sostanza, sognava il ricongiungimento politico all’Italia della sua terra natia, si era fatto, per mire diplomatiche di fronte agli annessionisti croati e a certi autonomisti slavi che vedevano di cattivo occhio una Dalmazia unita alla Croazia autonomista lui stesso, approfittando del tempo sugli avversari in agguato e assicurarsi le posizioni di battaglia, indispensabili per condurre la sua gente alla vittoria. L’Austria, dal canto suo, premeva con pugno di ferro, favorendo il balcanismo a tutto svantaggio degli italiani di Dalmazia; ma Bajamonti vigilava dall’alto del suo posto di battaglia e di vedetta, mentre la popolarità e le simpatie degli umili e degli onesti, gli si accrescevano intorno giorno dopo giorno. Come rappresentante alla Camera austriaca, il podestà amò tenere un comportamento fiero e sdegnoso. I suoi discorsi furono quelli di un oratore audace, incisivo e risoluto: parlò sempre in italiano senza riserve e senza le lisciature di prammatica. Propugnò per il compimento di opere artistiche, idrauliche, scolastiche, commerciali, industriali, edili, ferroviarie, e vi riuscì facendosi ascoltare con evidente rispetto. La sua mente, in continuo lavorio, ideava e realizzava dei progetti che per taluni assumevano forme astruse e chimeriche. Per lui tuttavia no; per lui, lavoratore dal pensiero veramente vulcanico. Sciolto il comune italiano di Spalato nell’anno 1880 ad opera del governo austriaco, che vedeva in esso un’inespugnabile roccaforte di operosità e civiltà italiana, Bajamonti perdette il prestigio del potere politico sul paese, ma non si scoraggiò ancora e proseguì nella battaglia, sempre pieno di fede e speranza.
Si attaccò così al giornalismo, fondando un foglio nell’anno 1884 intitolato «La Difesa». Con questo suo foglio che visse fino al 1887, egli sostenne dei magnifici cimenti, ma ormai con la caduta del comune italiano e con l’influenza politica sul paese ormai sminuita e le persecuzioni poliziesche da un lato, egli non poté più essere rieletto quale rappresentante alla Camera, per cui già dal 1882 ogni sua pubblica attività andò gradatamente scemando sino al 1890, anno questo che segnò la sua completa esclusione politica, la quale, poco dopo, doveva trarlo alla fine della sua nobilissima, coraggiosa ed esemplare esistenza.

Ridotto agli estremi si ammalò, e impoveritosi per i debiti contratti non per se stesso ma per il bene del suo popolo, fu codardamente abbandonato, - ciò che del resto accade ad ogni vero idealista – e come se non bastasse l’abbandono dei più si cercò di buttare ingiustamente sulla sua onorata e operosa persona l’onta della calunnia e dell’infamia, che non prevalse. Ormai vecchio, esasperato dalle lotte e dalle ingiustizie degli uomini suoi avversari, cercò ugualmente di reagire con energia all’insulto dei calunniatori che volevano la sua rovina e la sua fine, ma le sfinite forze fisiche gli fallirono e il 13 gennaio 1891 egli moriva nella completa miseria. Quale grande spirito di patriota si estinse con la sua morte; che Cavaliere dell’ideale! Gli italiani tutti lo sappiano e sappiano ancor più rammentare e conoscere il suo nome ben meritevole di essere marcato a caratteri d’oro nella storia d’Italia. Ricordiamo anche lui, per la Giornata del Ricordo del 10 febbraio, apostolo dell’ideale, esule in Patria, che lottò per la ricongiunzione di Spalato all’Italia. Facciamo sì che non si spenga il ricordo di queste persone che lottarono per la loro fede, che soffrirono quanto la popolazione, che dimostrarono un coraggio e un ardore fuori dal comune. Antonio Bajamonti, Spalato italiana e Padova ti rammentano.»
Il comune di Trieste gli intotolò due vie: la prima, via Antonio Baiamonti collega via Italo Svevo con la via dell'Istria correndo tra i rioni di Servola e Chiarbola; la seconda, piazzale Antonio Baiamonti è posto alla fine della stessa via Baiamonti, all'incrocio tra le vie Francesco Salata e via dell'Istria.
In entrambre le vie a lui dedicate il nome è stato italianizzato sostituendo la j del suo cognome con una i.